# Sorthovederne
Sorthovederne (tysk: Schwarzhäupter eller Schwarzenhäupter) var foreninger hovedsagelig bestående af (nord)tyske handelsfolk i de baltiske hansestæder Riga, Reval, Pernau og Dorpat, som i 1399 var opstået af det tidligere eksisterende Sankt Jørgen-broderskab. I begyndelsen var derfor Sankt Jørgen skytshelgen for denne forsamling. Senere overtog Sankt Mauritius denne rolle, hvis symbol, det sorte hoved, indgik i sorthovedernes våben. Alligevel er der ikke klart bevis for, at sidstnævnte også var navnebror til Sorthovederne, mens andre tolker dette navn som et modstykke til de "grå" eller "hvide" hoveder af de ældre medlemmer i Det Store Gilde, og andre igen som en angivelse af farven på den slidte sorte elefanthue båret under kampe i middelalderen, da sorthovederne også samledes i forsvaret af deres byer.
I dag består kun selskaberne fra Riga og Reval. På trods af samtidig etablering og samme stiftende vedtægter, kom det senere til en separat udvikling, hvilket resulterede i forskellige navne:
- Selskabet i Riga hed Sorthovedernes Kompagni (tysk: Compagnie der Schwarzen Häupter);
- Selskabet i Reval (i dag Tallinn) kaldte sig Sorthovedernes Broderskab (tysk: Bruderschaft der Schwarzhäupter).

Disse navne benyttes den dag i dag.